# Denys d'Halicarnasse
Ne doit pas être confondu avec Denys d'Halicarnasse le Jeune.
Pour les articles homonymes, voir Denys.
Denys d’Halicarnasse (en grec ancien Διονύσιος / Dionýsios), né vers 60 av. J.-C. à Halicarnasse, mort après l'an 8 av. J.-C., sans doute à Rome, est un rhéteur et historien grec.

## Biographie
Né avant l'an 53 av. J.-C., année de l'expédition de Crassus contre les Parthes, il vient à Rome en 30-29 av. J.-C., sans doute encore jeune car il déclare qu'il doit à Rome son éducation (παιδεία / paideía). Il s'y mêle à une société cultivée, formée de Grecs établis dans la capitale de l'Empire (Caecilius de Calé Acté, Démétrius de Magnésie, Zénon le Grammairien, Ammæus…), puis de Romains de moyenne condition (Cn. Pompeius, sans doute un affranchi lettré issu de la maison du grand Pompée), enfin de plusieurs membres de l'aristocratie (Rufus Melitius, dont le fils fut son élève, l'historien Lucius Aelius Tubero, et d'autres encore). Il enseigne la littérature grecque, en tout cas comme précepteur privé, mais rien ne prouve qu'il ait tenu école à proprement parler. Il publie plusieurs ouvrages. Le seul repère chronologique qu'on ait après son arrivée à Rome est la rédaction de la préface des Antiquités romaines : vingt-deux ans après, donc en 8 av. J.-C. On ignore la date de sa mort (sans doute peu de temps après).

## LesAntiquités romaines
Il est surtout célèbre pour son grand ouvrage historiographique, intitulé Histoire ancienne de Rome (ou Antiquités romaines, en grec Ῥωμαϊκὴ Ἀρχαιολογία / Rhōmaïkḕ Arkhaiología). Il était à l'origine constitué de vingt livres et faisait le récit chronologique des débuts de la puissance romaine depuis les origines légendaires (l'Italie pré-romaine, objet du livre I après la préface, § 9-90) jusqu'au déclenchement de la première guerre punique (264 av. J.-C.), qui marque le commencement des Histoires de Polybe, Denys s'étant fixé pour sujet de raconter les événements antérieurs à celle-ci. De ces vingt livres il nous reste les onze premiers (le livre XI étant incomplet), c'est-à-dire le récit jusqu'en 443 av. J.-C. (ce qui est aussi la matière des trois premiers livres et du début du quatrième de Tite-Live). Pour les neuf livres suivants (443 - 264 av. J.-C.), il n'en reste que des fragments contenus dans deux anthologies thématiques (Sur les ambassades et Sur les vertus et les vices) de l'empereur byzantin Constantin Porphyrogénète.
Dans la préface (I, § 1-8), l'auteur célèbre la grandeur sans précédent de Rome et exprime sa gratitude envers elle (§ 6 : « remercier le mieux que je le puisse cette cité pour l'éducation et les autres avantages dont j'y ai joui depuis que j'y réside »). Il y cite ses sources, qui sont des historiographes romains anciens ou contemporains : les Origines de Caton l'Ancien, les Annales de Fabius Pictor, celles de Gnaeus Gellius, celles de Calpurnius Piso Frugi, celles de Valerius Antias, celles de Caius Licinius Macer, l'Histoire de Lucius Aelius Tubero, « et beaucoup d'autres ».
Dans cet ouvrage, Denys a comme objectifs de rattacher les origines de Rome à la Grèce antique et d'exposer comment la cité romaine, une polis idéale, devint le centre du monde. Ce faisant, il contribue à une réécriture du passé romain idéalisé dans la perspective impériale augustéenne. Il devient, par la suite, une source importante pour les écrivains grecs postérieurs qui ont traité de l'histoire romaine : Plutarque, Appien et Dion Cassius l'ont utilisé.
En I, 74, Denys fait un point sur les questions de datation, et sur les rapports entre les dates de l'histoire romaine et celles de l'histoire grecque (le nombre d'années entre la guerre de Troie et la fondation de Rome), et il signale qu'il avait écrit un traité à part sur ces questions, où il défendait le système adopté par Ératosthène dans sa Chronographie. Ce traité est cité par Clément d'Alexandrie dans ses Stromata, et il est mentionné par la Souda.

## Les ouvrages de rhétorique
À côté de ces ouvrages historiques, Denys d'Halicarnasse est avant tout un rhéteur, c'est-à-dire notamment un historien de la littérature grecque, rôle auquel ses thèses sur l'origine grecque de Rome l'ont longtemps cantonné chez les historiens modernes. Ses autres ouvrages de ce domaine parvenus jusqu'à nous sont les suivants :
- les Études sur les anciens orateurs (Περὶ τῶν ἀρχαίων ῥητόρων ὑπομνηματισμοί / perì tôn archaíôn rhêtórôn upomnêmatismoí), consacrées à l'origine à six orateurs attiques, répartis en deux générations (d'abord Lysias, Isocrate et Isée ; ensuite Démosthène, Hypéride et Eschine) ; il ne nous reste que la première partie ; chaque étude comprend la biographie de l'orateur, la définition de son style, sa manière de composer les discours, enfin un choix d'extraits ; la préface est un manifeste passionné contre la rhétorique « asiatique », contre laquelle il défend l'atticisme ;
- une Étude sur Dinarque, publiée après les précédentes ;
- un Traité de l'arrangement des mots (Περὶ συνθέσεως ὀνομάτων / perì sunthéseôs onomátôn), dédié à son jeune élève Rufus Melitius, qui se présente comme la première partie d'une théorie du style (la seconde partie devait être consacrée au choix des mots, Περὶ ἐκλογῆς ὀνομάτων) ; c'est une étude très précise sur le style des écrivains grecs, avec un grand nombre de citations précieuses (entre autres un hymne de Sappho à Aphrodite et une partie d'un dithyrambe de Pindare) ;
- un traité Sur la force du style de Démosthène (Περὶ τῆς λεκτικῆς Δημοσθένους δεινότητος / perì tễs lektikễs dêmosthénous deinótêtos), qui devait être complété par un autre Sur la force des idées et de la composition chez Démosthène (Περὶ τῆς πραγματικῆς Δημοσθένους δεινότητος / perì tễs pragmatikễs dêmosthénous deinótêtos), tentative de démonstration de l'idée de l'auteur que Démosthène est le plus grand prosateur grec, supérieur à Thucydide et à Platon qui avaient aussi leurs partisans ;
- un traité Sur l'imitation (Περὶ μιμήσεως / perì mimêseôs), sur la nécessité de l'imitation méthodique des grands écrivains ; il n'en reste que trois morceaux, à savoir la préface, une série de jugements sur le style des grands historiens (Hérodote, Thucydide, Xénophon, Philistos et Théopompe), et une autre série de jugements qui nous est parvenue sous une forme abrégée sous le titre Jugements sur les anciens (Ἀρχαίων κρίσις / archaíôn krísis) ;
- une étude Sur le caractère de Thucydide (Περὶ τοῦ Θουκυδίδου χαρακτῆρος / perì toū thoukudídou charaktễros).

En outre, Denys avait écrit un traité Sur la philosophie politique (auquel il fait allusion, Caract. de Thuc., § 2), et un autre Sur les figures (dont parle Quintilien, IX, 89). Le traité Sur le choix des mots paraît avoir bel et bien été écrit, car il est cité par le scholiaste d'Hermogène de Tarse. La Rhétorique que nous possédons sous le nom de Denys d'Halicarnasse n'est qu'une compilation d'extraits de différents auteurs, dont peut-être aucun n'est vraiment de Denys.
On conserve d'autre part trois lettres de Denys portant sur des sujets d'histoire littéraire : deux adressées à Ammæus (l'une pour prouver que la Rhétorique d'Aristote est postérieure aux discours de Démosthène, l'autre sur les particularités du style de Thucydide), et une à Cn. Pompeius (contenant des jugements littéraires sur Platon et plusieurs historiens).

## Œuvres
- Antiquités romaines
- Traité de l'arrangement des mots (Περὶ συνθέσεως ὀνομάτων ; De compositione verborum), traité rédigé à l'intention d'un étudiant en rhétorique
- Sur l'imitation (Περὶ μιμήσεως ; De imitatione), traité en trois livres, dont nous n'avons conservé que des fragments des deux premiers, un épitome du livre II et une longue citation du livre II insérée par Denys lui-même dans la deuxième partie de sa Lettre à Pompée Géminos
- Orateurs antiques (Περὶ τῶν ἀρχαίων ῥητόρων ὑπομνηματισμοί ; De antiquis oratoribus), œuvre critique en deux livres :
  - Le premier, Orateurs anciens, qui nous est parvenu entièrement, est composé de trois études distinctes consacrées respectivement à Lysias, Isocrate et Isée, précédées d'un prologue
  - II. les orateurs modernes : Démosthène, Eschine, Hypéride
- Sur l'orateur Dinarque (Περὶ Δεινάρχου ; De Dinarcho), traité consacré à l'orateur Dinarque, qui serait un appendice aux Orateurs antiques
- Chronologies grecques et romaines
- Examen de Thucydide
- Première lettre à Ammée (Πρὸς Ἀμμαῖον ἐπιστολὴ ἀ' ; Ad Ammaeum : I), lettre polémique sur Démosthène et Aristote
- Seconde lettre à Ammée, sur Thucydide
- Lettre à Pompée Géminos (Πρὸς Πομπήιον Γέμινον ἐπιστολή ; Epistula ad Pompeium Geminum), lettre sur le style de Platon, dont la deuxième partie contient une longue citation du L. II du traité De l'imitation du même auteur

### Éditions sur papier
- Consulter la liste des éditions des œuvres de cet auteur .

### Éditions électroniques
- Texte complet en français en deux volumes (format PDF) :  et  Les antiquites romaines de Denys d'Halicarnasse, traduites du grec par Gabriel François Le Jay, tome 1 et 2 sur Google livres.
- (fr + grc) Texte des Antiquités romaines, livres I à X sur le site de Philippe Remacle ;
- (fr + grc) Texte des Lettre à Ammaeus, Lettre à Cn. Pompée et Examen de Thucydide sur le site de Philippe Remacle ;
- (fr + grc) Texte des Mémoires sur les anciens orateurs : Livre I Lysias et Livre II Isocrate sur le site de Philippe Remacle ;
- (en + grc) Texte des Antiquités romaines sur le site LacusCurtius.

#### Études
- Denys d’Halicarnasse, historien de l’Italie. Étude des fragments des livres XIV-XX, Table ronde d’Aix-en-Provence, 28 avril 1999, dans Pallas, 53, 2000.
- Anouk Delcourt, Lecture des Antiquités romaines de Denys d'Halicarnasse. Un historien entre deux mondes, Bruxelles, Académie royale de Belgique, 2005.
- Valérie Fromentin, « La définition de l'histoire  comme "mélange" dans le prologue des Antiquités romaines de Denys  d'Halicarnasse (I, 8,3) », dans Pallas, 39/1993. Denys d'Halicarnasse historien des origines de Rome. pp. 177-192. TRI,  1993, p. 177-192.
- Valérie Fromentin, « Denys d'Halicarnasse, historien grec de Rome », dans Histoire et historiographie dans l'Antiquité. Actes du 11e colloque de la Villa Kérylos à Beaulieu-sur-Mer les 13 & 14 octobre 2000 (= Cahiers de la Villa Kérylos, 11), Paris, Académie des Inscriptions et Belles Lettres, 2001, p. 123-142.
- Emilio Gabba, Dionysius and the History of Archaic Rome, Berkeley-Los Angeles-Oxford, University of California Press, 1991.
- André Hurst, « Un critique grec dans la Rome d'Auguste : Denys d'Halicarnasse », Aufstieg und Niedergang der römischen Welt, II, 30, 1, 1982, p. 839-865.
- Stavroula Kefallonitis, « Unité du livre VII des Antiquités romaines de Denys d’Halicarnasse », Revue des études anciennes, 110, 2008/1, p. 195-214 (en ligne).
- Stavroula Kefallonitis, « Les Antiquités romaines de Denys d’Halicarnasse, un laboratoire d’histoire », dans Frédéric Le Blay (dir.),Transmettre les savoirs dans l’Antiquité grecque et romaine, actes du colloque international Doctrinarum disciplina, Rennes, Presses Universitaires de Rennes, 2010, p. 63-77.
- Stavroula Kefallonitis, « La politique comme art musical selon Denys d'Halicarnasse », dans Sibylle Emerit, Sylvain Perrot, Alexandre Vincent, De la cacophonie à la musique. La perception du son dans les sociétés antiques, Le Caire, Institut français d’archéologie orientale, coll. « Bibliothèque d’étude » 180, 2022, p. 251-271.
- Mélina Lévy, « Bibliographie sélective des agrégations de lettres classiques, grammaire et lettres modernes : Denys d’Halicarnasse, Les Antiquités romaines, livre I », L'information littéraire, 58, 2006/3 (en ligne).
- Paul Marius Martin, « Le dessein de Denys d’Halicarnasse dans les Antiquités Romaines et sa conception de l’histoire à travers sa préface du livre 1 », Caesarodunum, 4, 1969, p. 197-209.
- Paul Marius Martin (dir.), Denys d’Halicarnasse, historien des origines de Rome : IIe table ronde internationale. Actes du colloque organisé à l’université Paul-Valéry (Montpellier III), 20-21 mars 1992, textes réunis et présentés par Paul Marius Martin, Toulouse, Presses universitaires du Mirail, 1993, p. 244.
- Sylvie Pittia (dir.), Denys d’Halicarnasse. Rome et la conquête de l’Italie aux IVe et IIIe s. avant J.-C., Les Belles Lettres, coll. « Fragments », Paris, 2002.
- Jacques Poucet, Denys d'Halicarnasse : un historien entre deux mondes, en ligne sur le site Bibliotheca Classica Selecta.

#### Ouvrages généraux
- Denis Roussel, Les historiens grecs, Paris, PUF, 1973, p. 180-182.
- Dictionnaire de l'Antiquité, éd. M. Howatson, Oxford, 1993.
- Guide de poche des auteurs grecs et latins, Paris, Les Belles Lettres, 2002